# Ryökäsvesi-Liekune
Ryökäsvesi-Liekune sont deux lacs situés à Hirvensalmi en Finlande,,.

## Présentation
Les deux lacs de même niveau sont reliés par deux détroits Hirvensalmi et Haukonsalmi. 
Les lacs ont une superficie totale de 50,21 kilomètres carrés et une altitude de 94,7 mètres.